# Víctor Manuel Arbeloa
Víctor Manuel Arbeloa Muru (Mañeru, 1 de enero de 1936) es un escritor, historiador y político español. Ha sido dirigente del Partido Socialista de Navarra, Presidente del Parlamento de Navarra,  senador durante la I legislatura de España y II legislatura de España legislaturas de las Cortes Generales y europarlamentario. En 2016 recibió el Premio Cadenas de Navarra.

## Biografía

### Primeros años
Nacido en la localidad navarra de Mañeru, de familia carlista, su padre, voluntario requeté, murió durante la Guerra Civil a consecuencia de las heridas recibidas en el frente de Amorebieta (Vizcaya). Tras cursar los estudios eclesiásticos en el Seminario de Pamplona y en la Universidad Pontificia de Comillas, fue ordenado sacerdote. Se licenció en Teología e Historia de la Iglesia (Universidad Gregoriana de Roma) y posteriormente en Filosofía y Letras por la Universidad Complutense de Madrid.
Coadjutor de la parroquia de San Juan de Estella 1963-1965 se trasladó a Madrid para continuar sus estudios. En la primera semana de junio de 1966 fue secuestrado un artículo suyo publicado en la revista Signo sobre la Guerra Civil lo que le motivó su procesamiento por calumnias al Movimiento Nacional, pidiendo el fiscal del recién estrenado Tribunal de Orden Público (TOP), 4 años, 2 meses y un día de prisión más una multa de 10 000 pesetas. Inicialmente condenado, fue absuelto posteriormente en marzo de 1967. Contó con la defensa de Gregorio Peces-Barba. Fue capellán de emigrantes españoles en Alemania, Holanda e Inglaterra. Profesor de la Universidad Pontificia de Salamanca. En su militancia democrática en los años 1972-1975 fue detenido en varias ocasiones, multado y en febrero de 1975 fue encarcelado en la prisión de Pamplona por impago de una sanción de 150.000 pesetas, quedando en libertad el 4 de marzo.
Durante la Transición democrática en España postuló compromisos con los más desvaforecidos, en una línea cercana a los planteamientos de la Teología de la Liberación.

### Carrera política
Desde febrero de 1973 fue el promotor de la refundación del Partido Socialista Obrero Español en Navarra oficialmente reconstituido el 24 de mayo de 1974.  Sin embargo, en las primeras elecciones generales de 1977 conformó junto con otros personajes independientes de Navarra el Frente Navarro Independiente, que no obtuvo representación. Tras este fracaso, se afilió en noviembre de 1977 a la Agrupación Socialista de Navarra del PSOE (entonces integrada en el Partido Socialista de Euskadi), siendo decisiva su intervención para modificar la posición de los socialistas navarros, que pasaron de defender la integración en el País Vasco a apostar por mantenerse formando una comunidad autónoma independiente. En 1979 fue elegido Parlamentario Foral de Navarra en las listas del PSOE y fue el primer Presidente del Parlamento Foral de Navarra (1979-1983).
Fue elegido senador por el PSOE en la primera (1979-1982) y segunda legislaturas (1982-1986). Desde 1982 miembro de la Asamblea Parlamentaria del Consejo de Europa. En 1987 fue elegido Europarlamentario, resultando reelegido de 1989 a 1994. 
Ha sido miembro de las Comisiones Ejecutivas del PSN-PSOE entre 1982 y 1994.  En 1996, tras la dimisión de Javier Otano Cid como Presidente del Gobierno de Navarra y Secretario General del PSN-PSOE, fue elegido consejero de la dirección provisional del PSN o Comisión Gestora, siendo su Presidente entre septiembre de 1996 y junio de 1997, cuando dimitió tras quedar sus tesis en minoría dentro del PSN y destituir la Comisión Ejecutiva Federal del PSOE previamente a Juan José Lizarbe Baztán como miembro de la Comisión Gestora. Desde entonces está alejado de la política activa, no renovando la afiliación desde 2002.

### Carrera humanística
Especialista en la historia del Socialismo español, las Relaciones Iglesia-Estado durante la II República española, la masonería, el clericalismo/anticlericalismo y la historia contemporánea de Navarra, además de historiador, es escritor y poeta. 
Promovió y animó iniciativas culturales como la Sociedad de Estudios Históricos de Navarra, el Ateneo Navarro, el Movimiento Europeo en Navarra, la Gran Enciclopedia Navarra, Amigos de Leire, Amigos del Císter, la decana Río Arga, etc. Es autor, asimismo, de numerosos libros, artículos y ensayos.

## Obras
Su abundante producción bibliográfica (artículos, libros, ...) hasta 2015 puede verse en el artículo de Juan Jesús Virto citado en la Bibliografía.
Igualmente, en Dialnet se puede encontrar la relación de 40 libros de sus publicados, 12 colaboraciones en obras colectivas y 194 artículos en revistas.
Y de su faceta periodística, sirvan de ejemplo algunos de los publicados por el periódico El País.